# その他金融関連の業界団体の一覧
その他金融関連の業界団体の一覧（そのたきんゆうかんれんのぎょうかいだんたいのいちらん）を示す。
その他金融業者の親睦などを目的とする団体、技術向上などを行う団体など、多岐にわたる。

## 業界団体一覧
- 全国信用組合中央協会
- 全国信用協同組合連合会
- 全国信用金庫協会
- 全国労働金庫協会
- 信託協会
- 日本クレジット協会
- 日本クレジットカード協会
- 日本貸金業協会
- 日本消費者金融協会(JCFA)（2014年3月解散）
- 消費者金融連絡会
- 日本クレジットカウンセリング協会
- リース事業協会
- 日本暗号資産取引業協会
- 日本暗号資産ビジネス協会(JCBA)
- 日本ファクタリング業協会